# Catapulta romana
Una catapulta era una macchina usata dagli antichi romani per lanciare frecce e giavellotti lunghi 3.7 o 4.7 metri. Il nome deriva dal greco katapeltes (καταπέλτης), dato che poteva attraversare (kata) uno scudo (pelta). Il relativo progetto fu probabilmente ereditato, come la balista, dall'esercito greco antico.